# カチコチTV
『カチコチTV』（かちこちてぃーびー、英: KACHI KOCHI TV）は、FANZA TVにて独占配信されたインターネットバラエティ番組である。

## 概要
FANZA見放題chライト初のバラエティ番組として制作が開始された“日本の夜をちょっと熱くする”がコンセプトのお色気番組。
2020年12月1日、表参道にて「番組PR○起者会見」が行われた。その様子はYouTubeの公式チャンネルにて配信され、後に未公開シーンを含む完全版も第0回として配信されている。番組本編は12月18日からFANZAで独占配信開始。以降、毎週金曜日午前10時に情報更新となっていた。
MCの小宮、森田は当初来た企画書が番組名ではなく『ノー勃起デート』であったので「ドッキリ以外のなにものでもない」と思ったという。
2021年6月11日よりFANZA見放題chプレミアムでも随時配信を開始。また1話ごとの単品販売もFANZA内で開始された。
2022年12月1日より見放題chライトはDMMプレミアムと統合されて、FANZA TVに変更。それに伴いDMM TVの会員でも18歳以上であれば試聴が可能になった。
FANZAで不定期で行われるアダルトビデオ10円セールにも「そっと」紛れ込ませる事がSNSで炎上し話題となった（2023年12月時にはアダルトビデオ10作品とカチコチTV5作品を追加）。
2025年6月20日配信分をもって最終回となった。
同年8月15日より後継番組の『限界!ミルクタンク』が配信開始。

## 出演者

### MC
- 小宮浩信（三四郎）[2]
- 森田哲矢（さらば青春の光）[2]

#### おもなアシスタントMC
- 三上悠亜（「SUKEBE MARKET RESEARCH！100人の性解」の司会・進行）
  - AV引退を機に番組卒業。のちに他番組で卒業理由を「（番組内容が）エロ過ぎる…」と述べている[8]。
- 東ブクロ（さらば青春の光／「最新アダルトグッズをご紹介！カチコチランキング」の司会・進行）
- 高野正成（きしたかの／「MADE淫GAMES」の司会・進行）
- 池田勝（ジグザグジギー／「魔チン村」のスタジオ司会・進行）
- 井口浩之（ウエストランド／「魔チン村」のロケ司会・進行）

### 番組キャラクター
- 勃起チェッカー
- チン ポコペニ介（cv：相田周二（三四郎））※声の出演は2021年6月18日‐[5]
- ムラ西ムラ夫（演：ぐんぴぃ（春とヒコーキ））※出演は2021年6月18日‐

## 配信リスト
| #                                                                          | 配信開始日      | アシスタントMC                                       | 企画                                                         | サブタイトル                                    | ゲスト |
| -------------------------------------------------------------------------- | --------------- | ---------------------------------------------------- | ------------------------------------------------------------ | ----------------------------------------------- | --- |
| 0                                                                          | 2020年 12月18日 | 池田勝（ジグザグジギー）                             | カチコチTV NEWS                                              | 番組PR○起者会見 完全版                          | 相沢みなみ、七沢みあ、伊藤舞雪、八木奈々、山岸逢花 |
| 1                                                                          | 12月18日        | 三上悠亜                                             | ノー勃起デート                                               | 横浜中華街編                                    | 山岸逢花 |
| 2                                                                          | 12月25日        | 三上悠亜                                             | ノー勃起デート                                               | 横浜中華街編                                    | 山岸逢花 |
| 3                                                                          | 2021年 1月1日   | 七沢みあ                                             | ノー勃起デート                                               | 井の頭線沿線編                                  | 初川みなみ |
| 4                                                                          | 1月8日          | 七沢みあ                                             | ノー勃起デート                                               | 井の頭線沿線編                                  | 初川みなみ |
| 5                                                                          | 1月15日         | 高橋しょう子                                         | ノー勃起デート                                               | 池袋から始まる山手線沿線編                      | 池田勝（ジグザグジギー）、架乃ゆら |
| 6                                                                          | 1月22日         | 高橋しょう子                                         | ノー勃起デート                                               | 池袋から始まる山手線沿線編                      | 池田勝（ジグザグジギー）、架乃ゆら |
| 7                                                                          | 1月29日         | 高橋しょう子                                         | ノー勃起デート                                               | 千葉編                                          | 芝大輔（モグライダー）、八木奈々 |
| 8                                                                          | 2月5日          | 高橋しょう子                                         | ノー勃起デート                                               | 千葉編                                          | 芝大輔（モグライダー）、八木奈々 |
| 9                                                                          | 2月12日         | 相沢みなみ                                           | ノー勃起デート                                               | 上野アメ横編                                    | 池田勝（ジグザグジギー）、小野六花 |
| 10                                                                         | 2月19日         | 相沢みなみ                                           | ノー勃起デート                                               | 上野アメ横編                                    | 池田勝（ジグザグジギー）、小野六花 |
| 11                                                                         | 2月26日         | 相沢みなみ                                           | ノー勃起デート                                               | 横浜・川崎を行く神奈川編                        | アイアム野田（鬼ヶ島）、伊藤舞雪 |
| 12                                                                         | 3月5日          | 相沢みなみ                                           | ノー勃起デート                                               | 横浜・川崎を行く神奈川編                        | アイアム野田（鬼ヶ島）、伊藤舞雪 |
| 13                                                                         | 3月12日         | 桃乃木かな                                           | ノー勃起デート                                               | 小田急線沿線世田谷編                            | 芝大輔（モグライダー）、桜もこ |
| 14                                                                         | 3月19日         | 桃乃木かな                                           | ノー勃起デート                                               | 小田急線沿線世田谷編                            | 芝大輔（モグライダー）、桜もこ |
| 15                                                                         | 3月26日         | 桃乃木かな                                           | ノー勃起デート                                               | 恵比寿編                                        | アイアム野田（鬼ヶ島）、美谷朱里 |
| 16                                                                         | 4月2日          | 桃乃木かな                                           | ノー勃起デート                                               | 恵比寿編                                        | アイアム野田（鬼ヶ島）、美谷朱里 |
| 17                                                                         | 4月9日          | 桜空もも                                             | ノー勃起デート                                               | 大田区から始まる山手線沿線編                    | 池田勝（ジグザグジギー）、天海つばさ |
| 18                                                                         | 4月16日         | 桜空もも                                             | ノー勃起デート                                               | 大田区から始まる山手線沿線編                    | 池田勝（ジグザグジギー）、天海つばさ |
| 19                                                                         | 4月23日         | 桜空もも                                             | ノー勃起デート                                               | 東京編                                          | アイアム野田（鬼ヶ島）、加美杏奈 |
| 20                                                                         | 4月30日         | 桜空もも                                             | ノー勃起デート                                               | 東京編                                          | アイアム野田（鬼ヶ島）、加美杏奈 |
| 21                                                                         | 5月7日          | 小島みなみ、藍芽みずき                               | ノー勃起デートSP                                             | アイアム野田編                                  | アイアム野田（鬼ヶ島）、つぼみ |
| 22                                                                         | 5月14日         | 小島みなみ、藍芽みずき                               | ノー勃起デートSP                                             | アイアム野田編                                  | アイアム野田（鬼ヶ島）、つぼみ |
| 23                                                                         | 5月21日         | 小島みなみ                                           | ノー勃起デートSP                                             | 東ブクロが行く相模原編                          | 東ブクロ（さらば青春の光）、高橋しょう子 |
| 24                                                                         | 5月28日         | 小島みなみ                                           | ノー勃起デートSP                                             | 東ブクロが行く相模原編                          | 東ブクロ（さらば青春の光）、高橋しょう子 |
| 25                                                                         | 6月4日          | アイアム野田、東ブクロ                               | ノー勃起デート 総集編                                        | ちん・こうプレー大賞                            | 山岸逢花、伊藤舞雪 |
| 26                                                                         | 6月11日         | 池田勝（ジグザグジギー）                             | 慰安旅行SP                                                   | 慰安旅行SP                                      | アイアム野田（鬼ヶ島）、芝大輔（モグライダー）、三上悠亜、山岸逢花、相沢みなみ、つぼみ、伊藤舞雪 |
| 27                                                                         | 6月18日         | 三上悠亜                                             | SUKEBE MARKET RESEARCH！100人の性解                          | 七ツ森りり＆小野六花                            | 大槻ひびき、蓮実クレア、ぐんぴぃ（春とヒコーキ）、アイアム野田（鬼ヶ島） |
| 28                                                                         | 6月25日         | 三上悠亜                                             | SUKEBE MARKET RESEARCH！100人の性解                          | 七ツ森りり＆小野六花                            | 大槻ひびき、蓮実クレア、ぐんぴぃ（春とヒコーキ）、アイアム野田（鬼ヶ島） |
| 29                                                                         | 7月2日          | 三上悠亜                                             | ノー勃起デート                                               | 関東編                                          | 井口浩之（ウエストランド）、石原希望 |
| 30                                                                         | 7月9日          | 三上悠亜                                             | ノー勃起デート                                               | 関東編                                          | 井口浩之（ウエストランド）、石原希望 |
| 31                                                                         | 7月16日         | 三上悠亜                                             | SUKEBE MARKET RESEARCH！100人の性解                          | 架乃ゆら＆桜もこ                                | 波多野結衣、松本いちか、ぐんぴぃ（春とヒコーキ）、アイアム野田（鬼ヶ島） |
| 32                                                                         | 7月23日         | 三上悠亜                                             | SUKEBE MARKET RESEARCH！100人の性解                          | 架乃ゆら＆桜もこ                                | 波多野結衣、松本いちか、ぐんぴぃ（春とヒコーキ）、アイアム野田（鬼ヶ島） |
| 33                                                                         | 7月30日         | 八木奈々                                             | ノー勃起デート                                               | 浅草編                                          | ほしのディスコ（パーパー）、miru |
| 34                                                                         | 8月6日          | 八木奈々                                             | ノー勃起デート                                               | 浅草編                                          | ほしのディスコ（パーパー）、miru |
| 35                                                                         | 8月13日         | 七沢みあ                                             | SUKEBE MARKET RESEARCH！100人の性解                          | 明里つむぎ＆山岸逢花                            | 深田結梨、篠田ゆう、ぐんぴぃ（春とヒコーキ）、アイアム野田（鬼ヶ島） |
| 36                                                                         | 8月20日         | 七沢みあ                                             | SUKEBE MARKET RESEARCH！100人の性解                          | 明里つむぎ＆山岸逢花                            | 深田結梨、篠田ゆう、ぐんぴぃ（春とヒコーキ）、アイアム野田（鬼ヶ島） |
| 37                                                                         | 8月27日         | 希島あいり                                           | ノー勃起デート                                               | 三浦海岸編                                      | みなみかわ、川上奈々美 |
| 38                                                                         | 9月3日          | 希島あいり                                           | ノー勃起デート                                               | 三浦海岸編                                      | みなみかわ、川上奈々美 |
| 2週間 配信休止（森田の濃厚接触隔離期間と思われる）                         |                 |                                                      |                                                              |                                                 | |
| 39                                                                         | 9月24日         | 桜もこ                                               | SUKEBE MARKET RESEARCH！100人の性解                          | 石原希望＆天海つばさ                            | 北野未奈、久留木玲、ぐんぴぃ（春とヒコーキ） |
| 40                                                                         | 10月1日         | 桜もこ                                               | SUKEBE MARKET RESEARCH！100人の性解                          | 石原希望＆天海つばさ                            | 北野未奈、久留木玲、ぐんぴぃ（春とヒコーキ） |
| 41                                                                         | 10月8日         | 山岸逢花                                             | ノー勃起デート                                               | ちょっぴり大人なデート編                        | 芝大輔（モグライダー）、藍芽みずき |
| 42                                                                         | 10月15日        | 山岸逢花                                             | ノー勃起デート                                               | ちょっぴり大人なデート編                        | 芝大輔（モグライダー）、藍芽みずき |
| 43                                                                         | 10月22日        | 三上悠亜                                             | Sukebe Market RESEARCH！100人の性解                          | 伊藤舞雪＆加美杏奈                              | 百瀬あすか、君島みお、ぐんぴぃ（春とヒコーキ）、アイアム野田（鬼ヶ島） |
| 44                                                                         | 10月29日        | 三上悠亜                                             | Sukebe Market RESEARCH！100人の性解                          | 伊藤舞雪＆加美杏奈                              | 百瀬あすか、君島みお、ぐんぴぃ（春とヒコーキ）、アイアム野田（鬼ヶ島） |
| 45                                                                         | 11月5日         | 架乃ゆら                                             | ノー勃起デート                                               | 箱根・湯河原編                                  | みなみかわ、竹内有紀 |
| 46                                                                         | 11月12日        | 架乃ゆら                                             | ノー勃起デート                                               | 箱根・湯河原編                                  | みなみかわ、竹内有紀 |
| 47                                                                         | 11月19日        | 三上悠亜                                             | Sukebe Market RESEARCH！100人の性解                          | 桜空もも＆水野朝陽                              | 浜崎真緒、AIKA、ぐんぴぃ（春とヒコーキ）、アイアム野田（鬼ヶ島） |
| 48                                                                         | 11月26日        | 三上悠亜                                             | Sukebe Market RESEARCH！100人の性解                          | 桜空もも＆水野朝陽                              | 浜崎真緒、AIKA、ぐんぴぃ（春とヒコーキ）、アイアム野田（鬼ヶ島） |
| 49                                                                         | 12月3日         | つぼみ                                               | ノー勃起デート                                               | 九十九里浜編                                    | 井口浩之（ウエストランド）、桃園怜奈 |
| 50                                                                         | 12月10日        | つぼみ                                               | ノー勃起デート                                               | 九十九里浜編                                    | 井口浩之（ウエストランド）、桃園怜奈 |
| 51                                                                         | 12月17日        | 三上悠亜                                             | Sukebe Market RESEARCH！100人の性解                          | 藤井いよな＆星宮一花                            | 奏音かのん、東條なつ、アイアム野田（鬼ヶ島） |
| 52                                                                         | 12月24日        | 三上悠亜                                             | Sukebe Market RESEARCH！100人の性解                          | 藤井いよな＆星宮一花                            | 奏音かのん、東條なつ、アイアム野田（鬼ヶ島） |
| 53                                                                         | 12月31日        | 佐山愛                                               | ノー勃起デート                                               | 渋谷区編                                        | みなみかわ、七ツ森りり |
| 54                                                                         | 2022年 1月7日   | 佐山愛                                               | ノー勃起デート                                               | 渋谷区編                                        | みなみかわ、七ツ森りり |
| 55                                                                         | 1月14日         | 三上悠亜                                             | Sukebe Market RESEARCH！100人の性解                          | 竹内有紀＆奥田咲                                | 白桃はな、さつき芽衣、ぐんぴぃ（春とヒコーキ）、アイアム野田（鬼ヶ島） |
| 56                                                                         | 1月21日         | 三上悠亜                                             | Sukebe Market RESEARCH！100人の性解                          | 竹内有紀＆奥田咲                                | 白桃はな、さつき芽衣、ぐんぴぃ（春とヒコーキ）、アイアム野田（鬼ヶ島） |
| 57                                                                         | 1月28日         | 天海つばさ                                           | ノー勃起デートSP                                             | かもめんたる・槙尾編                            | 槙尾ユウスケ（かもめんたる）、希島あいり |
| 58                                                                         | 2月4日          | 天海つばさ                                           | ノー勃起デートSP                                             | かもめんたる・槙尾編                            | 槙尾ユウスケ（かもめんたる）、希島あいり |
| 59                                                                         | 2月11日         | 山岸逢花                                             | Sukebe Market RESEARCH！100人の性解                          | 楪カレン＆美谷朱里                              | 花音うらら、吉根ゆりあ、ぐんぴぃ（春とヒコーキ）、アイアム野田（鬼ヶ島） |
| 60                                                                         | 2月18日         | 山岸逢花                                             | Sukebe Market RESEARCH！100人の性解                          | 楪カレン＆美谷朱里                              | 花音うらら、吉根ゆりあ、ぐんぴぃ（春とヒコーキ）、アイアム野田（鬼ヶ島） |
| 61                                                                         | 2月25日         | 羽咲みはる                                           | ノー勃起デートRN                                             | みなみかわ編                                    | みなみかわ、小島みなみ |
| 62                                                                         | 3月4日          | 羽咲みはる                                           | ノー勃起デートRN                                             | みなみかわ編                                    | みなみかわ、小島みなみ |
| 1週間 配信休止（相田の陽性自宅療養期間、小宮の濃厚接触隔離期間と思われる） |                 |                                                      |                                                              |                                                 | |
| 63                                                                         | 3月18日         | 七沢みあ                                             | Sukebe Market RESEARCH！100人の性解                          | 架乃ゆら＆桃園怜奈                              | 今井夏帆、花狩まい、ぐんぴぃ（春とヒコーキ）、アイアム野田（鬼ヶ島） |
| 64                                                                         | 3月25日         | 七沢みあ                                             | Sukebe Market RESEARCH！100人の性解                          | 架乃ゆら＆桃園怜奈                              | 今井夏帆、花狩まい、ぐんぴぃ（春とヒコーキ）、アイアム野田（鬼ヶ島） |
| 65                                                                         | 4月1日          | 加美杏奈                                             | ノー勃起デートRN                                             | ウエストランド・井口編                          | 井口浩之（ウエストランド）、伊藤舞雪 |
| 66                                                                         | 4月8日          | 加美杏奈                                             | ノー勃起デートRN                                             | ウエストランド・井口編                          | 井口浩之（ウエストランド）、伊藤舞雪 |
| 67                                                                         | 4月15日         | 河北彩花                                             | Sukebe Market RESEARCH！100人の性解                          | 石原希望＆天音まひな                            | 大槻ひびき、百瀬あすか、ぐんぴぃ（春とヒコーキ）、アイアム野田（鬼ヶ島） |
| 68                                                                         | 4月22日         | 河北彩花                                             | Sukebe Market RESEARCH！100人の性解                          | 石原希望＆天音まひな                            | 大槻ひびき、百瀬あすか、ぐんぴぃ（春とヒコーキ）、アイアム野田（鬼ヶ島） |
| 69                                                                         | 4月29日         | 七ツ森りり                                           | ノー勃起デートRN                                             | モグライダー・ともしげ編                        | モグライダー、小倉七海 |
| 70                                                                         | 5月6日          | 七ツ森りり                                           | ノー勃起デートRN                                             | モグライダー・ともしげ編                        | モグライダー、小倉七海 |
| 71                                                                         | 5月13日         | 桜空もも                                             | Sukebe Market RESEARCH！100人の性解                          | 希島あいり＆神宮寺ナオ                          | 松本いちか、倉本すみれ、ぐんぴぃ（春とヒコーキ）、アイアム野田（鬼ヶ島） |
| 72                                                                         | 5月20日         | 桜空もも                                             | Sukebe Market RESEARCH！100人の性解                          | 希島あいり＆神宮寺ナオ                          | 松本いちか、倉本すみれ、ぐんぴぃ（春とヒコーキ）、アイアム野田（鬼ヶ島） |
| 73                                                                         | 5月27日         | 希島あいり                                           | ノー勃起デートRN                                             | スタンダップコーギー・奥村うどん編              | 奥村うどん（スタンダップコーギー）、星宮一花、槙尾ユウスケ（かもめんたる） |
| 74                                                                         | 6月3日          | 希島あいり                                           | ノー勃起デートRN                                             | スタンダップコーギー・奥村うどん編              | 奥村うどん（スタンダップコーギー）、星宮一花、槙尾ユウスケ（かもめんたる） |
| 75                                                                         | 6月10日         | 河北彩花                                             | Sukebe Market RESEARCH！100人の性解                          | 神菜美まい＆中山ふみか                          | 水川スミレ、工藤ララ、ぐんぴぃ（春とヒコーキ）、アイアム野田（鬼ヶ島） |
| 76                                                                         | 6月17日         | 河北彩花                                             | Sukebe Market RESEARCH！100人の性解                          | 神菜美まい＆中山ふみか                          | 水川スミレ、工藤ララ、ぐんぴぃ（春とヒコーキ）、アイアム野田（鬼ヶ島） |
| 77                                                                         | 6月24日         | 伊藤舞雪                                             | ノー勃起デートRN                                             | ハンジロウ・たーにー編                          | たーにー（ハンジロウ）、小宵こなん、池田勝（ジグザグジギー） |
| 78                                                                         | 7月1日          | 伊藤舞雪                                             | ノー勃起デートRN                                             | ハンジロウ・たーにー編                          | たーにー（ハンジロウ）、小宵こなん、池田勝（ジグザグジギー） |
| 79                                                                         | 7月8日          |                                                      | カチコチ秘密俱楽部                                           | 第1夜 前編                                      | 加美杏奈、桃園怜奈、miru、アイアム野田（鬼ヶ島）、紺野ぶるま |
| 80                                                                         | 7月15日         | 第1夜 後編                                           | カチコチ秘密俱楽部                                           |                                                 | 加美杏奈、桃園怜奈、miru、アイアム野田（鬼ヶ島）、紺野ぶるま |
| 81                                                                         | 7月22日         | 第2夜                                                | カチコチ秘密俱楽部                                           |                                                 | 加美杏奈、桃園怜奈、miru、アイアム野田（鬼ヶ島）、紺野ぶるま |
| 82                                                                         | 7月29日         | 相沢みなみ                                           | ノー勃起デートRN                                             | きしたかの・高野正成編                          | 高野正成（きしたかの）、竹内有紀、みなみかわ |
| 83                                                                         | 8月5日          | 相沢みなみ                                           | ノー勃起デートRN                                             | きしたかの・高野正成編                          | 高野正成（きしたかの）、竹内有紀、みなみかわ |
| 84                                                                         | 8月12日         |                                                      | カチコチ秘密俱楽部                                           | 第1夜 前編                                      | 石原希望、架乃ゆら、竹内有紀、大島麻衣、槙尾ユウスケ（かもめんたる） |
| 85                                                                         | 8月19日         | 第1夜 後編                                           | カチコチ秘密俱楽部                                           |                                                 | 石原希望、架乃ゆら、竹内有紀、大島麻衣、槙尾ユウスケ（かもめんたる） |
| 86                                                                         | 8月26日         | 第2夜                                                | カチコチ秘密俱楽部                                           |                                                 | 石原希望、架乃ゆら、竹内有紀、大島麻衣、槙尾ユウスケ（かもめんたる） |
| 87                                                                         | 9月2日          | 架乃ゆら                                             | ノー勃起デートRN                                             | エイトブリッジ・別府ともひこ編                  | エイトブリッジ、二葉エマ |
| 88                                                                         | 9月9日          | 架乃ゆら                                             | ノー勃起デートRN                                             | エイトブリッジ・別府ともひこ編                  | エイトブリッジ、二葉エマ |
| 89                                                                         | 9月16日         | 加美杏奈                                             | ノー勃起デートRN                                             | カカロニ・栗谷編                                | カカロニ、木下凛々子 |
| 90                                                                         | 9月23日         | 加美杏奈                                             | ノー勃起デートRN                                             | カカロニ・栗谷編                                | カカロニ、木下凛々子 |
| 91                                                                         | 9月30日         |                                                      | カチコチ秘密俱楽部                                           | 第1夜                                           | 小野六花、伊藤舞雪、二葉エマ、井口浩之（ウエストランド）、ゆーびーむ☆ |
| 92                                                                         | 10月7日         | 第2夜 前編                                           | カチコチ秘密俱楽部                                           |                                                 | 小野六花、伊藤舞雪、二葉エマ、井口浩之（ウエストランド）、ゆーびーむ☆ |
| 93                                                                         | 10月14日        | 第2夜 後編                                           | カチコチ秘密俱楽部                                           |                                                 | 小野六花、伊藤舞雪、二葉エマ、井口浩之（ウエストランド）、ゆーびーむ☆ |
| 94                                                                         | 10月21日        | 東ブクロ（さらば青春の光）                           | 最新アダルトグッズをご紹介！カチコチランキング               | SMグッズ編                                      | 希島あいり、宍戸里帆 |
| 95                                                                         | 10月28日        | 東ブクロ（さらば青春の光）                           | 最新アダルトグッズをご紹介！カチコチランキング               | 女性用オナニーグッズ編                          | 希島あいり、宍戸里帆 |
| 96                                                                         | 11月4日         | 石原希望                                             | ノー勃起デートRN                                             | 春とヒコーキ・ぐんぴぃ編                        | ぐんぴぃ（春とヒコーキ）、うんぱい、アイアム野田（鬼ヶ島） |
| 97                                                                         | 11月11日        | 石原希望                                             | ノー勃起デートRN                                             | 春とヒコーキ・ぐんぴぃ編                        | ぐんぴぃ（春とヒコーキ）、うんぱい、アイアム野田（鬼ヶ島） |
| 98                                                                         | 11月18日        |                                                      | 未公開SP                                                     | 第1弾                                           | |
| 99                                                                         | 11月25日        | 山岸逢花                                             | Sukebe Market RESEARCH！100人の性解 特別編                   | ミーティング                                    | 相田周二（三四郎）、ぐんぴぃ（春とヒコーキ） |
| 100                                                                        | 12月2日         | アイアム野田（鬼ヶ島）、井口浩之（ウエストランド）   | ノー勃起デート 総集編                                        | 第２回 ちん・こうプレー大賞                     | 竹内有紀、希島あいり |
| 101                                                                        | 12月9日         | 小野六花                                             | ノー勃起デートRN                                             | お見送り芸人しんいち編                          | お見送り芸人しんいち、宮下玲奈、東ブクロ（さらば青春の光） |
| 102                                                                        | 12月16日        | 小野六花                                             | ノー勃起デートRN                                             | お見送り芸人しんいち編                          | お見送り芸人しんいち、宮下玲奈、東ブクロ（さらば青春の光） |
| 103                                                                        | 12月23日        | 東ブクロ（さらば青春の光）                           | クリスマスプレゼント大放出SP                                 | クリスマスプレゼント大放出SP                    | 架乃ゆら、二葉エマ |
| 104                                                                        | 12月30日        | 東ブクロ（さらば青春の光）                           | クリスマスプレゼント大放出SP                                 | クリスマスプレゼント大放出SP                    | 架乃ゆら、二葉エマ |
| 105                                                                        | 2023年 1月6日   |                                                      | 初勃ち＆初抜きはこのAVで決まり！新春SP AVカルタ              | 初勃ち＆初抜きはこのAVで決まり！新春SP AVカルタ | 竹内有紀、楪カレン、石川澪、みなみかわ |
| 106                                                                        | 1月13日         |                                                      | 初勃ち＆初抜きはこのAVで決まり！新春SP AVカルタ              | 初勃ち＆初抜きはこのAVで決まり！新春SP AVカルタ | 竹内有紀、楪カレン、石川澪、みなみかわ |
| 107                                                                        | 1月20日         | 奥田咲                                               | ノー勃起デートRN                                             | 納言・安部紀克編                                | 安部紀克（納言）、miru、布川ひろき（トム・ブラウン） |
| 108                                                                        | 1月27日         | 奥田咲                                               | ノー勃起デートRN                                             | 納言・安部紀克編                                | 安部紀克（納言）、miru、布川ひろき（トム・ブラウン） |
| 109                                                                        | 2月3日          | 竹内有紀                                             | Sukebe Market RESEARCH！100人の性解                          | 宮下玲奈＆東條なつ                              | 沙月恵奈 、乙アリス、ぐんぴぃ（春とヒコーキ）、アイアム野田（鬼ヶ島）、相田周二（三四郎） |
| 110                                                                        | 2月10日         | 竹内有紀                                             | Sukebe Market RESEARCH！100人の性解                          | 宮下玲奈＆東條なつ                              | 沙月恵奈 、乙アリス、ぐんぴぃ（春とヒコーキ）、アイアム野田（鬼ヶ島）、相田周二（三四郎） |
| 111                                                                        | 2月17日         |                                                      | カチコチ秘密俱楽部                                           | 第1夜                                           | 希島あいり、八木奈々、山岸逢花、高野正成（きしたかの）、中村愛 |
| 112                                                                        | 2月24日         | 第2夜                                                | カチコチ秘密俱楽部                                           |                                                 | 希島あいり、八木奈々、山岸逢花、高野正成（きしたかの）、中村愛 |
| 113                                                                        | 3月3日          | 東ブクロ（さらば青春の光）                           | 最新アダルトグッズをご紹介！カチコチランキング               | オナホール編                                    | 山岸逢花、うんぱい |
| 114                                                                        | 3月10日         | 東ブクロ（さらば青春の光）                           | 最新アダルトグッズをご紹介！カチコチランキング               | コスプレ編                                      | 山岸逢花、うんぱい |
| 115                                                                        | 3月17日         | 伊藤舞雪                                             | ノー勃起デートRN                                             | 岡田康太編                                      | 岡田康太、五芭、たーにー（ハンジロウ） |
| 116                                                                        | 3月24日         | 伊藤舞雪                                             | ノー勃起デートRN                                             | 岡田康太編                                      | 岡田康太、五芭、たーにー（ハンジロウ） |
| 117                                                                        | 3月31日         | 桜空もも                                             | Sukebe Market RESEARCH！100人の性解                          | 希島あいり＆伊藤舞雪                            | 斎藤あみり、花音うらら、ぐんぴぃ（春とヒコーキ）、アイアム野田（鬼ヶ島）、相田周二（三四郎） |
| 118                                                                        | 4月7日          | 桜空もも                                             | Sukebe Market RESEARCH！100人の性解                          | 希島あいり＆伊藤舞雪                            | 斎藤あみり、花音うらら、ぐんぴぃ（春とヒコーキ）、アイアム野田（鬼ヶ島）、相田周二（三四郎） |
| 119                                                                        | 4月14日         | 高野正成（きしたかの）                               | Made 淫 Games                                                | ピンクワードウルフ                              | 加美杏奈、八木奈々 |
| 120                                                                        | 4月21日         | 高野正成（きしたかの）                               | Made 淫 Games                                                | AVポーカー                                      | 加美杏奈、八木奈々 |
| 121                                                                        | 4月28日         | 東ブクロ（さらば青春の光）                           | 最新アダルトグッズをご紹介！カチコチランキング！             | 最新コンドーム編                                | 石原希望、架乃ゆら |
| 122                                                                        | 5月5日          | 東ブクロ（さらば青春の光）                           | 最新アダルトグッズをご紹介！カチコチランキング！             | 最新ローター編                                  | 石原希望、架乃ゆら |
| 123                                                                        | 5月12日         |                                                      | カチコチ秘密俱楽部                                           | 第1夜                                           | 相沢みなみ、楪カレン、希島あいり、別府ともひこ（エイトブリッジ）、大島麻衣 |
| 124                                                                        | 5月19日         | 第2夜                                                | カチコチ秘密俱楽部                                           |                                                 | 相沢みなみ、楪カレン、希島あいり、別府ともひこ（エイトブリッジ）、大島麻衣 |
| 125                                                                        | 5月26日         | 高野正成（きしたかの）                               | Made 淫 Games                                                | 嘘の裏パケを暴け！AVダウト                      | 古川ほのか、未歩なな |
| 126                                                                        | 6月2日          | 高野正成（きしたかの）                               | Made 淫 Games                                                | 嘘の裏パケを暴け！AVダウト                      | 古川ほのか、未歩なな |
| 127                                                                        | 6月9日          | 東ブクロ（さらば青春の光）                           | 最新アダルトグッズをご紹介！カチコチランキング！             | アダルトグッズハンティング                      | 宮下玲奈、東條なつ |
| 128                                                                        | 6月16日         | 東ブクロ（さらば青春の光）                           | 最新アダルトグッズをご紹介！カチコチランキング！             | セク女の時代                                    | 宮下玲奈、東條なつ |
| 129                                                                        | 6月23日         |                                                      | カチコチ秘密倶楽部                                           | 第1夜                                           | 桃園怜奈、竹内有紀、加美杏奈、トム・ブラウン |
| 130                                                                        | 6月30日         | 第2夜                                                | カチコチ秘密倶楽部                                           |                                                 | 桃園怜奈、竹内有紀、加美杏奈、トム・ブラウン |
| 131                                                                        | 7月7日          | 伊藤舞雪＆小野六花                                   | シコシコ先生 〜俺みたいにシコれ！！〜 ほんとにあったエロい話 | 特殊性癖 魚癖                                   | 井上大生（マリオネットブラザーズ）、沙月恵奈、アイアム野田（鬼ヶ島）、おおかわら（鬼ヶ島） |
| 132                                                                        | 7月14日         | 伊藤舞雪＆小野六花                                   | シコシコ先生 〜俺みたいにシコれ！！〜 ほんとにあったエロい話 | 大人の授業 女性も観るべきAV                     | 松本いちか、みなみかわ、武田祐司（キズナ）、カシューナッツ（ゆんぽだんぷ） |
| 133                                                                        | 7月21日         | 三上悠亜                                             | 4週連続 三上悠亜SP                                           | 三上悠亜ヤる？ヤらない？                        | 架乃ゆら、小野六花、槙尾ユウスケ（かもめんたる）、アイアム野田（鬼ヶ島）、みなみかわ、東ブクロ（さらば青春の光）、高野正成（きしたかの）、牧野ステテコ |
| 134                                                                        | 7月28日         | 三上悠亜                                             | 4週連続 三上悠亜SP                                           | 三上悠亜ヤる？ヤらない？                        | 架乃ゆら、小野六花、槙尾ユウスケ（かもめんたる）、アイアム野田（鬼ヶ島）、みなみかわ、東ブクロ（さらば青春の光）、高野正成（きしたかの）、牧野ステテコ |
| 135                                                                        | 8月4日          | 三上悠亜                                             | 4週連続 三上悠亜SP                                           | 三上悠亜ヒストリークイズ 8年の軌跡              | 架乃ゆら、小野六花 |
| 136                                                                        | 8月11日         | 三上悠亜                                             | 4週連続 三上悠亜SP                                           | 三上悠亜ヒストリークイズ 8年の軌跡              | 架乃ゆら、小野六花 |
| 136                                                                        | 8月11日         | 三上悠亜                                             | 4週連続 三上悠亜SP                                           | セク女の時代                                    | |
| 137                                                                        | 8月18日         | 高野正成（きしたかの）                               | Made 淫 Games                                                | そのAVはこれだ！adanator                        | 七ツ森りり、架乃ゆら |
| 138                                                                        | 8月25日         | 高野正成（きしたかの）                               | Made 淫 Games                                                | イッたらダメよ？カウント射精                    | 七ツ森りり、架乃ゆら |
| 139                                                                        | 9月1日          | 桜空もも                                             | AVクリエイター                                               | 八木奈々編                                      | 木下隆行（TKO）、村田大樹、八木奈々 |
| 140                                                                        | 9月8日          | 桜空もも                                             | AVクリエイター                                               | 八木奈々編                                      | 木下隆行（TKO）、村田大樹、八木奈々 |
| 141                                                                        | 9月15日         | 石原希望                                             | ノー勃起デートRN                                             | オッパショ石・広田ハヤト編                      | 広田ハヤト（オッパショ石）、古川ほのか、槙尾ユウスケ（かもめんたる） |
| 142                                                                        | 9月22日         | 石原希望                                             | ノー勃起デートRN                                             | オッパショ石・広田ハヤト編                      | 広田ハヤト（オッパショ石）、古川ほのか、槙尾ユウスケ（かもめんたる） |
| 143                                                                        | 9月29日         | 石川澪＆miru                                         | ほんとにあったエロい話                                       | ほんとにあったエロい話                          | 倉本すみれ、弥生みづき、槙尾ユウスケ（かもめんたる）、武田裕司、河本太（ウエストランド） |
| 144                                                                        | 10月6日         | 石川澪＆miru                                         | シコシコ先生 ～俺みたいにシコれ！！～                        | 特殊性癖 ラブドール                             | さかまき。（マッハスピード豪速球） |
| 145                                                                        | 10月13日        |                                                      | カチコチ秘密倶楽部                                           | 第1夜                                           | 平子祐希（アルコ&ピース）、miru、未歩なな、うんぱい |
| 146                                                                        | 10月20日        | 第2夜 前編                                           | カチコチ秘密倶楽部                                           |                                                 | 平子祐希（アルコ&ピース）、miru、未歩なな、うんぱい |
| 147                                                                        | 10月27日        | 第2夜 後編                                           | カチコチ秘密倶楽部                                           |                                                 | 平子祐希（アルコ&ピース）、miru、未歩なな、うんぱい |
| 148                                                                        | 11月3日         | 高野正成（きしたかの）                               | Made 淫 Games                                                | ムラッとしたらそれが正解！淫語かくれんぼ        | 伊藤舞雪 |
| 149                                                                        | 11月10日        | 高野正成（きしたかの）                               | Made 淫 Games                                                | 淫語抜き抜きGAME                                | 伊藤舞雪 |
| 150                                                                        | 11月17日        | 石原希望                                             | ノー勃起デートRN                                             | パンプキンポテトフライ・谷拓哉編                | 谷拓哉（パンプキンポテトフライ）、葵いぶき、岡田康太 |
| 151                                                                        | 11月24日        | 石原希望                                             | ノー勃起デートRN                                             | パンプキンポテトフライ・谷拓哉編                | 谷拓哉（パンプキンポテトフライ）、葵いぶき、岡田康太 |
| 152                                                                        | 12月1日         | 東ブクロ（さらば青春の光）、楪カレン                 | 最新アダルトグッズをご紹介！カチコチランキング！             | マンネリ防止グッズ                              | 桜空もも、七ツ森りり |
| 153                                                                        | 12月8日         | 東ブクロ（さらば青春の光）、楪カレン                 | 最新アダルトグッズをご紹介！カチコチランキング！             | 摩訶不思議なおもちゃ                            | 桜空もも、七ツ森りり |
| 154                                                                        | 12月15日        |                                                      | 未公開SP                                                     | 第2弾                                           | 東ブクロ、高野正成、竹内有紀、奥田咲、miru、高野大生、広田ハヤト、みちお、布川ひろき、安部紀克、別府ともひこ、宮下玲奈、東條なつ、石原希望、小野六花、伊藤舞雪、二葉エマ、架乃ゆら、桃園怜奈、加美杏奈、希島あいり、楪カレン、相沢みなみ、大島麻衣、未歩なな、古川ほのか、中村愛 |
| 155                                                                        | 12月22日        | 池田勝（ジグザグジギー）、井口浩之（ウエストランド） | 魔チン村                                                     | 山岸あや花＆うんぱい                            | 河本太（ウエストランド）、架乃ゆら、竹内有紀、桃園怜奈、 シンボルタワー、デパルマ、日本クレール、二代目ちくわぶ、森本サイダー、あたためてプリン、上木恋愛研究所、香呑、レーズンダイナマイト、6年黄組、魔族                                                                       |
| 156                                                                        | 12月29日        | 池田勝（ジグザグジギー）、井口浩之（ウエストランド） | 魔チン村                                                     | 山岸あや花＆うんぱい                            | 河本太（ウエストランド）、架乃ゆら、竹内有紀、桃園怜奈、 シンボルタワー、デパルマ、日本クレール、二代目ちくわぶ、森本サイダー、あたためてプリン、上木恋愛研究所、香呑、レーズンダイナマイト、6年黄組、魔族                                                                       |
| 157                                                                        | 2024年 1月5日   | 高野正成（きしたかの）                               | Made 淫 Games                                                | 新春SP AVカルタ                                 | 八木奈々、miru、月雲よる、みなみかわ、アイアム野田（鬼ヶ島） |
| 158                                                                        | 1月12日         | 高野正成（きしたかの）                               | Made 淫 Games                                                | 新春SP AVカルタ                                 | 八木奈々、miru、月雲よる、みなみかわ、アイアム野田（鬼ヶ島） |
| 159                                                                        | 1月19日         |                                                      | カチコチ秘密倶楽部                                           | 第1夜                                           | 古川ほのか、葵いぶき、七ツ森りり、お見送り芸人しんいち、栗谷（カカロニ） |
| 160                                                                        | 1月26日         | 第2夜 前編                                           | カチコチ秘密倶楽部                                           |                                                 | 古川ほのか、葵いぶき、七ツ森りり、お見送り芸人しんいち、栗谷（カカロニ） |
| 161                                                                        | 2月2日          | 第2夜 後編                                           | カチコチ秘密倶楽部                                           |                                                 | 古川ほのか、葵いぶき、七ツ森りり、お見送り芸人しんいち、栗谷（カカロニ） |
| 162                                                                        | 2月9日          |                                                      | 慰安旅行SP                                                   | 前編                                            | 槙尾ユウスケ、高野正成、うんぱい、桃園怜奈、桜空もも、山岸あや花、広田ハヤト |
| 163                                                                        | 2月16日         | 完結編                                               | 慰安旅行SP                                                   |                                                 | 槙尾ユウスケ、高野正成、うんぱい、桃園怜奈、桜空もも、山岸あや花、広田ハヤト |
| 164                                                                        | 2月23日         | 未歩なな                                             | AVクリエイター                                               | 葵いぶき編                                      | 葵いぶき、JP、お見送り芸人しんいち |
| 165                                                                        | 3月1日          | 未歩なな                                             | AVクリエイター                                               | 葵いぶき編                                      | 葵いぶき、JP、お見送り芸人しんいち |
| 166                                                                        | 3月8日          | 池田勝（ジグザグジギー）、井口浩之（ウエストランド） | 魔チン村                                                     | 希島あいり＆楓ふうあ                            | 河本太（ウエストランド）、架乃ゆら、竹内有紀、桃園怜奈、 ロングアイランド、ヒガ2000、鳥谷尾だいき、てりやきポップコーン、ポテトカレッジ、長髪とロン毛、さすらいラビー、2.5ポンド、ほんわか流星群、孔雀団、不死身のレモン水                                                       |
| 167                                                                        | 3月15日         | 池田勝（ジグザグジギー）、井口浩之（ウエストランド） | 魔チン村                                                     | 希島あいり＆楓ふうあ                            | 河本太（ウエストランド）、架乃ゆら、竹内有紀、桃園怜奈、 ロングアイランド、ヒガ2000、鳥谷尾だいき、てりやきポップコーン、ポテトカレッジ、長髪とロン毛、さすらいラビー、2.5ポンド、ほんわか流星群、孔雀団、不死身のレモン水                                                       |
| 168                                                                        | 3月22日         |                                                      | カチコチ秘密倶楽部                                           | 第1夜                                           | 伊藤舞雪、村上悠華、宍戸里帆、西堀亮（マシンガンズ） |
| 169                                                                        | 3月29日         | 第2夜                                                | カチコチ秘密倶楽部                                           |                                                 | 伊藤舞雪、村上悠華、宍戸里帆、西堀亮（マシンガンズ） |
| 170                                                                        | 4月5日          | 延長戦                                               | カチコチ秘密倶楽部                                           |                                                 | 伊藤舞雪、村上悠華、宍戸里帆、西堀亮（マシンガンズ） |
| 171                                                                        | 4月12日         | 東ブクロ（さらば青春の光）                           | 最新アダルトグッズをご紹介！カチコチランキング！             | 乳首グッズ                                      | 竹内有紀、桃園怜奈 |
| 172                                                                        | 4月19日         | 東ブクロ（さらば青春の光）                           | 最新アダルトグッズをご紹介！カチコチランキング！             | 防水アダルトグッズ                              | 竹内有紀 |
| 173                                                                        | 4月26日         |                                                      | 慰安旅行SP                                                   | 未公開編                                        | 槙尾ユウスケ、高野正成、うんぱい、桃園怜奈、桜空もも、山岸あや花、広田ハヤト |
| 174                                                                        | 5月3日          | 古川ほのか                                           | ノー勃起デートRN                                             | ジグザグジギー・宮澤聡編                        | ジグザグジギー、桃園怜奈 |
| 175                                                                        | 5月10日         | 古川ほのか                                           | ノー勃起デートRN                                             | ジグザグジギー・宮澤聡編                        | ジグザグジギー、桃園怜奈 |
| 176                                                                        | 5月17日         | 高野正成（きしたかの）                               | Made 淫 Games                                                | マン場一致で答えを揃えろ!アダルト以心伝心       | 架乃ゆら、宮下玲奈 |
| 177                                                                        | 5月24日         | 高野正成（きしたかの）                               | Made 淫 Games                                                | イッたらダメよ？カウント射精リターンズ          | 架乃ゆら、宮下玲奈 |
| 178                                                                        | 5月31日         | 九月                                                 | シコシコ先生 〜俺みたいにシコれ！！〜                        | 感情癖                                          | 小野六花、葵いぶき |
| 179                                                                        | 6月7日          | おいなり達也（きつね日和）                           | シコシコ先生 〜俺みたいにシコれ！！〜                        | エロに関する資格                                | 小野六花、葵いぶき |
| 180                                                                        | 6月14日         | 岸大将（きしたかの）                                 | ノー勃起デート                                               | 前編                                            | 高野正成、竹内有紀、山岸あや花 |
| 181                                                                        | 6月21日         | 岸大将（きしたかの）                                 | ノー勃起デート                                               | 後編                                            | 高野正成、竹内有紀、山岸あや花 |
| 182                                                                        | 6月28日         |                                                      | ほんとにあったエロい話                                       | ほんとにあったエロい話                          | 三浜唯、石原希望 VTR出演：末広純、美園和花、納言安部、パンプキンポテトフライ |
| 183                                                                        | 7月5日          | 森本サイダー                                         | シコシコ先生～俺みたいにシコれ！～                           | エロ漫画                                        | 三浜唯、石原希望 |
| 184                                                                        | 7月12日         |                                                      | 大運動会SP                                                   |                                                 | みなみかわ、お見送り芸人しんいち、高野正成、大島麻衣、 葵いぶき、架乃ゆら、竹内有紀、古川ほのか、村上悠華、楪カレン |
| 185                                                                        | 7月19日         |                                                      | 大運動会SP                                                   |                                                 | みなみかわ、お見送り芸人しんいち、高野正成、大島麻衣、 葵いぶき、架乃ゆら、竹内有紀、古川ほのか、村上悠華、楪カレン |
| 186                                                                        | 7月26日         |                                                      | 大運動会SP                                                   |                                                 | みなみかわ、お見送り芸人しんいち、高野正成、大島麻衣、 葵いぶき、架乃ゆら、竹内有紀、古川ほのか、村上悠華、楪カレン |
| 187                                                                        | 8月2日          | 東ブクロ（さらば青春の光）                           | 最新アダルトグッズをご紹介！カチコチランキング！             | アニマルモチーフグッズ                          | miru、未歩なな |
| 188                                                                        | 8月9日          | 東ブクロ（さらば青春の光）                           | 最新アダルトグッズをご紹介！カチコチランキング！             | マニアックグッズ                                | miru、未歩なな |
| 189                                                                        | 8月16日         | 高野正成（きしたかの）                               | Made 淫 Games                                                | 絵だけで伝えて！アダルト絵しりとり              | 小野六花、佐々木さき |
| 190                                                                        | 8月23日         | 高野正成（きしたかの）                               | Made 淫 Games                                                | 絵だけで伝えて！アダルト絵しりとり              | 小野六花、佐々木さき |
| 191                                                                        | 8月30日         |                                                      | カチコチ秘密倶楽部                                           | 第1夜・前半戦                                   | うんぱい、さくらわかな、八木奈々、きつね |
| 192                                                                        | 9月6日          | 第1夜・後半戦                                        | カチコチ秘密倶楽部                                           |                                                 | うんぱい、さくらわかな、八木奈々、きつね |
| 193                                                                        | 9月13日         | 第2夜                                                | カチコチ秘密倶楽部                                           |                                                 | うんぱい、さくらわかな、八木奈々、きつね |
| 194                                                                        | 9月20日         | 東ブクロ（さらば青春の光）                           | 最新アダルトグッズをご紹介！カチコチランキング！             | リアル造形グッズ特集                            | 葵いぶき、川越にこ |
| 195                                                                        | 9月27日         | 東ブクロ（さらば青春の光）                           | 最新アダルトグッズをご紹介！カチコチランキング！             | 青春時代が蘇るハレンチな学園グッズ特集          | 葵いぶき、川越にこ |
| 196                                                                        | 10月4日         | 中田和伸（さすらいラビー）                           | シコシコ先生～俺みたいにシコれ！～                           | セクシー女優出演ゲーム                          | 桃園怜奈、長浜みつり |
| 197                                                                        | 10月11日        | サホボンド、ハイサイみやぎ                           | シコシコ先生～俺みたいにシコれ！～                           | 教育実習編                                      | 桃園怜奈、長浜みつり |
| 198                                                                        | 10月18日        |                                                      | カチコチ秘密倶楽部                                           | 第1夜・前半戦                                   | 明日葉みつは、金松季歩、古川ほのか 日本一おもしろい大崎（ちゃんぴおんず）、こてつ（ファイヤーサンダー） |
| 199                                                                        | 10月25日        | 第1夜・後半戦                                        | カチコチ秘密倶楽部                                           |                                                 | 明日葉みつは、金松季歩、古川ほのか 日本一おもしろい大崎（ちゃんぴおんず）、こてつ（ファイヤーサンダー） |
| 200                                                                        | 11月1日         | 第2夜                                                | カチコチ秘密倶楽部                                           |                                                 | 明日葉みつは、金松季歩、古川ほのか 日本一おもしろい大崎（ちゃんぴおんず）、こてつ（ファイヤーサンダー） |
| 201                                                                        | 11月8日         | きしたかの                                           | 秋のチンコまつり                                             | 第1弾                                           | 石原希望、田野憂 |
| 202                                                                        | 11月15日        | きしたかの                                           | 秋のチンコまつり                                             | 第2弾                                           | 石原希望、田野憂 |
| 203                                                                        | 11月22日        | きしたかの                                           | 秋のチンコまつり                                             | 第3弾                                           | うんぱい、竹内有紀、早坂ひめ |
| 204                                                                        | 11月29日        | きしたかの                                           | 秋のチンコまつり                                             | 第4弾                                           | うんぱい、竹内有紀、早坂ひめ |
| 205                                                                        | 12月6日         | 東ブクロ（さらば青春の光）                           | カチコチランキング                                           | 温感グッズ                                      | 楪カレン、未歩なな |
| 206                                                                        | 12月13日        | 東ブクロ（さらば青春の光）                           | カチコチランキング                                           | アダルトグッズ ドボン！                         | 楪カレン、未歩なな |
| 207                                                                        | 12月20日        | きしたかの                                           | エクスタシーの泉                                             | 前編                                            | 相田周二、東ブクロ、葵いぶき、miru VTR出演：塔乃花鈴 |
| 208                                                                        | 12月27日        | きしたかの                                           | エクスタシーの泉                                             | 後編                                            | 相田周二、東ブクロ、葵いぶき、miru VTR出演：塔乃花鈴 |
| 209                                                                        | 2025年 1月3日   | 高野正成（きしたかの）                               | made淫Games                                                  | 新春SP AVカルタ                                 | 伊藤舞雪、小野六花、高野正成、みなみかわ、長浜みつり 声の出演：まるゆか（ゆめまなこ） |
| 210                                                                        | 1月10日         | 高野正成（きしたかの）                               | made淫Games                                                  | 新春SP AVカルタ                                 | 伊藤舞雪、小野六花、高野正成、みなみかわ、長浜みつり 声の出演：まるゆか（ゆめまなこ） |
| 211                                                                        | 1月17日         |                                                      | カチコチ秘密倶楽部                                           | 前半戦                                          | 葵いぶき、浅野こころ、未歩なな、ラブレターズ |
| 212                                                                        | 1月24日         | 後半戦                                               | カチコチ秘密倶楽部                                           |                                                 | 葵いぶき、浅野こころ、未歩なな、ラブレターズ |
| 213                                                                        | 1月31日         | 延長戦                                               | カチコチ秘密倶楽部                                           |                                                 | 葵いぶき、浅野こころ、未歩なな、ラブレターズ |
| 214                                                                        | 2月7日          | 高野正成（きしたかの）                               | made淫Games                                                  | カチコチ人狼                                    | うんぱい、田野憂 |
| 215                                                                        | 2月14日         | 高野正成（きしたかの）                               | made淫Games                                                  | カチコチ人狼                                    | うんぱい、田野憂 |
| 216                                                                        | 2月21日         | きしたかの                                           | エクスタシーの泉                                             | 前編                                            | 川越にこ、小野六花、Yes!アキト VTR出演：倉本すみれ |
| 217                                                                        | 2月28日         | きしたかの                                           | エクスタシーの泉                                             | 後編                                            | 川越にこ、小野六花、Yes!アキト VTR出演：倉本すみれ |
| 218                                                                        | 3月7日          |                                                      | カチコチ秘密俱楽部                                           | 前半戦                                          | パンプキンポテトフライ、早坂ひめ、長浜みつり、石原希望 |
| 219                                                                        | 3月14日         | 後半戦                                               | カチコチ秘密俱楽部                                           |                                                 | パンプキンポテトフライ、早坂ひめ、長浜みつり、石原希望 |
| 220                                                                        | 3月21日         | 延長戦                                               | カチコチ秘密俱楽部                                           |                                                 | パンプキンポテトフライ、早坂ひめ、長浜みつり、石原希望 |
| 221                                                                        | 3月28日         | 東ブクロ（さらば青春の光）                           | カチコチランキング                                           | 商品開発検討会、アダルトグッズドボン            | 葵いぶき、三田真鈴 |
| 222                                                                        | 4月4日          | 東ブクロ（さらば青春の光）                           | カチコチランキング                                           | 深掘りFANZA通販、アダルトグッズグラデーション   | 葵いぶき、三田真鈴 |
| 223                                                                        | 4月11日         | 高野正成（きしたかの）                               | made淫Games                                                  | カチコチ探パン                                  | 楪カレン、金松季歩 |
| 224                                                                        | 4月18日         | 高野正成（きしたかの）                               | made淫Games                                                  | カチコチ探パン                                  | 楪カレン、金松季歩 |
| 225                                                                        | 4月25日         |                                                      | カチコチ秘密俱楽部                                           | 前半戦                                          | ニシダ（ラランド）、小野六花、伊藤舞雪、三田真鈴 |
| 226                                                                        | 5月2日          | 後半戦                                               | カチコチ秘密俱楽部                                           |                                                 | ニシダ（ラランド）、小野六花、伊藤舞雪、三田真鈴 |
| 227                                                                        | 5月9日          | 延長戦                                               | カチコチ秘密俱楽部                                           |                                                 | ニシダ（ラランド）、小野六花、伊藤舞雪、三田真鈴 |
| 228                                                                        | 5月16日         | きしたかの                                           | エクスタシーの泉                                             | 前編                                            | 田野憂、浅野こころ、小野六花、Yes!アキト、槙尾ユウスケ（かもめんたる） VTR出演：七瀬アリス |
| 229                                                                        | 5月23日         | きしたかの                                           | エクスタシーの泉                                             | 後編                                            | 田野憂、浅野こころ、小野六花、Yes!アキト、槙尾ユウスケ（かもめんたる） VTR出演：七瀬アリス |
| 230                                                                        | 5月30日         | 東ブクロ（さらば青春の光）                           | カチコチランキング                                           | 商品開発検討会、アダルトグッズドボン            | 八木奈々、長浜みつり |
| 231                                                                        | 6月6日          | 東ブクロ（さらば青春の光）                           | カチコチランキング                                           | 未公開トーク、アダルトグッズグラデーション      | 八木奈々、長浜みつり |
| 232                                                                        | 6月13日         |                                                      | 前代未聞!?非接触・非脱衣で勃起できる?                        |                                                 | 高野正成（きしたかの）、葵いぶき、白岩冬萌 |
| 233                                                                        | 6月20日         |                                                      | 前代未聞!?非接触・非脱衣で勃起できる?                        |                                                 | 高野正成（きしたかの）、葵いぶき、白岩冬萌 |

## スタッフ
- チン ポコペニ介：相田周二（三四郎）
- ナレーター：佐藤政道、橘かおり、相田周二（三四郎）
- 構成：佐藤篤志、高柳浩平、上野優人
- CAM：中澤宏
- AUD：谷口健二
- CG：榛葉大介
- イラスト：下根太一、グレートインターナショナル、性教育いらすと
- 編集：駒形将貴、名越義和、葛西耕介
- MA：イトルベ・セバスチャン、河井洋也
- 技術協力：スウィッシュ・ジャパン、ZACK、Rays Studio、TOP INDUSTRY
- 衣装：新地真弥、奥田ひろ子
- メイク：武部千里、長谷川裕子
- AP：橋下桃花
- ディレクター：白木騎士、木島雄大
- PR担当：古谷真紀、笹部楓華
- PR協力：fempass（KEAR.inc）、K.KAWAI
- 総合演出：和田英智
- 制作協力：LEAF.inc、YELLOW TAPES
- 配給：FANZA TV

## エピソード
- 初期の番組のアイキャッチは日本テレビで放送されていた『DAISUKI!』のパロディーであった。
- 第2回目に出演した山岸は、企画は失敗に終わったものの、PR権を特別に獲得した。その為、PR権と公式Twitterでの作品紹介は異なるものとされた。
- 『三四郎のオールナイトニッポン』（ニッポン放送）にて過去に何度か収録の様子を小宮が語っていた。
- 『ロンドンハーツ』（テレビ朝日系列）にて2021年1月19日に出演した森田により番組のことが触れられた。のちには森田と小宮がそろって出演する際、「カチコチさん」と1セットでイジられている[11]。
- 『#むかいの喋り方』（CBCラジオ）にて2021年2月2日の放送で、リスナーより本編の内容が投稿され、向井慧（パンサー）が出演や反響に関して答えた。
- 2022年8月31日の『ラヴィット!』（TBSテレビ）に三四郎がゲスト出演。オープニングトークで小宮が前日の放送の件（山添寛がボケ解答に「FANZA」を用いた[12]）を引き合いに「FANZA」や「カチコチTV」の名前を出したところ、朝の生放送番組に相応しくないことからMCの川島明に注意され、TVerの見逃し配信では当該部分がカットされた[13]。
- 2024年10月18日配信、#198においてワタナベプロ解禁が報告が告知された[14]。森田によるとそれまではオファーしても事務所に断られていたとのこと。
- ロケ弁はかもめんたる槙尾が経営する『カリガリマキオカリー』が多く注文されていた[15]。これは槙尾がスタッフに売り込んだことによるもので、槙尾自身が配達しているため収録現場にも居合わせていた[15]。